# Gualberto Wheeler
Gualberto Wheeler (1911-1987) fue un militar argentino, perteneciente al Ejército, que se desempeñó como interventor federal de facto de la provincia de Río Negro entre 1955 y 1957.

## Gobernación de facto de Río Negro
Realizó su carrera militar en el Ejército Argentino, alcanzando el grado de teniente coronel. Se desempeñaba como jefe de la guarnición militar de Viedma al momento del golpe de Estado de septiembre de 1955, cuando reemplazó al comisionado federal constitucional Emilio Belenguer.
En el marco de la dictadura autodenominada Revolución Libertadora, intervino los juzgados de paz, las comisiones municipales y diversos tipos de instituciones y fueron cesanteados policías y docentes. Además, instaló una comisión investigadora provincial para actuar en contra de los dirigentes y simpatizantes peronistas. Entre los afectados, el gobernador depuesto Belenger y sus ministros fueron investigados y detenidos.
Fue sucedido en la gobernación por Carlos S. Ramos Mejía en abril de 1957.